# ماجد المرشدی
ماجد المرشدی (عربی: ماجد المرشدي؛ زادهٔ ۱ نوامبر ۱۹۸۴) یک بازیکن فوتبال اهل عربستان سعودی است.
از باشگاه‌هایی که در آن بازی کرده‌است می‌توان به الهلال عربستان، الوحده عربستان، الشباب عربستان اشاره کرد.

## تیم ملی
وی همچنین در تیم ملی فوتبال عربستان سعودی بازی کرده‌است.